# Cabernet Sauvignon
Der Cabernet Sauvignon (frz.: [kabɛʁnɛ soviˈɲɔ̃]) ist eine Rotweinsorte. Beheimatet ist sie im Bordelais, ist aber weltweit erfolgreich, in jüngerer Vergangenheit verstärkt auch außerhalb Europas. Mit 310.671 ha Rebfläche liegt sie weltweit an erster Stelle. Auch außerhalb ihrer Heimat behält die Sorte ihre Eigenart und ihren Charakter, wobei die Intensität der Charakteristika durch den Einfluss der Böden, des Klimas und der Vinifizierung variiert.

## Abstammung, Herkunft
Cabernet Sauvignon ist eine natürliche Kreuzung der Sorten Cabernet Franc × Sauvignon Blanc.
Es wird häufig behauptet (wahrscheinlich fälschlicherweise), der Cabernet Sauvignon sei in Frankreich bereits im Jahre 1635 urkundlich erwähnt. Damals sandte Kardinal Richelieu dem Abbé Breton aber wahrscheinlich mehrere tausend Rebstöcke der Sorte Cabernet Franc, eine Sorte, die an der Loire auch heute noch eine wichtige Rotweinsorte ist.

### Namensherkunft
Das Synonym Bidure bot Anlass zur Vermutung, dass sie von der von Plinius dem Älteren (23/24–79) erwähnten antiken Sorte Biturica abstammen könnte. Das Synonym Vidure hat seine Wurzeln im lokalen Dialekt und heißt übersetzt 'hartes Holz' (siehe auch in Französisch: vigne dure), eine Bezeichnung, die die Rebsorte mit dem Carmenère teilt.

## Ampelographische Sortenmerkmale

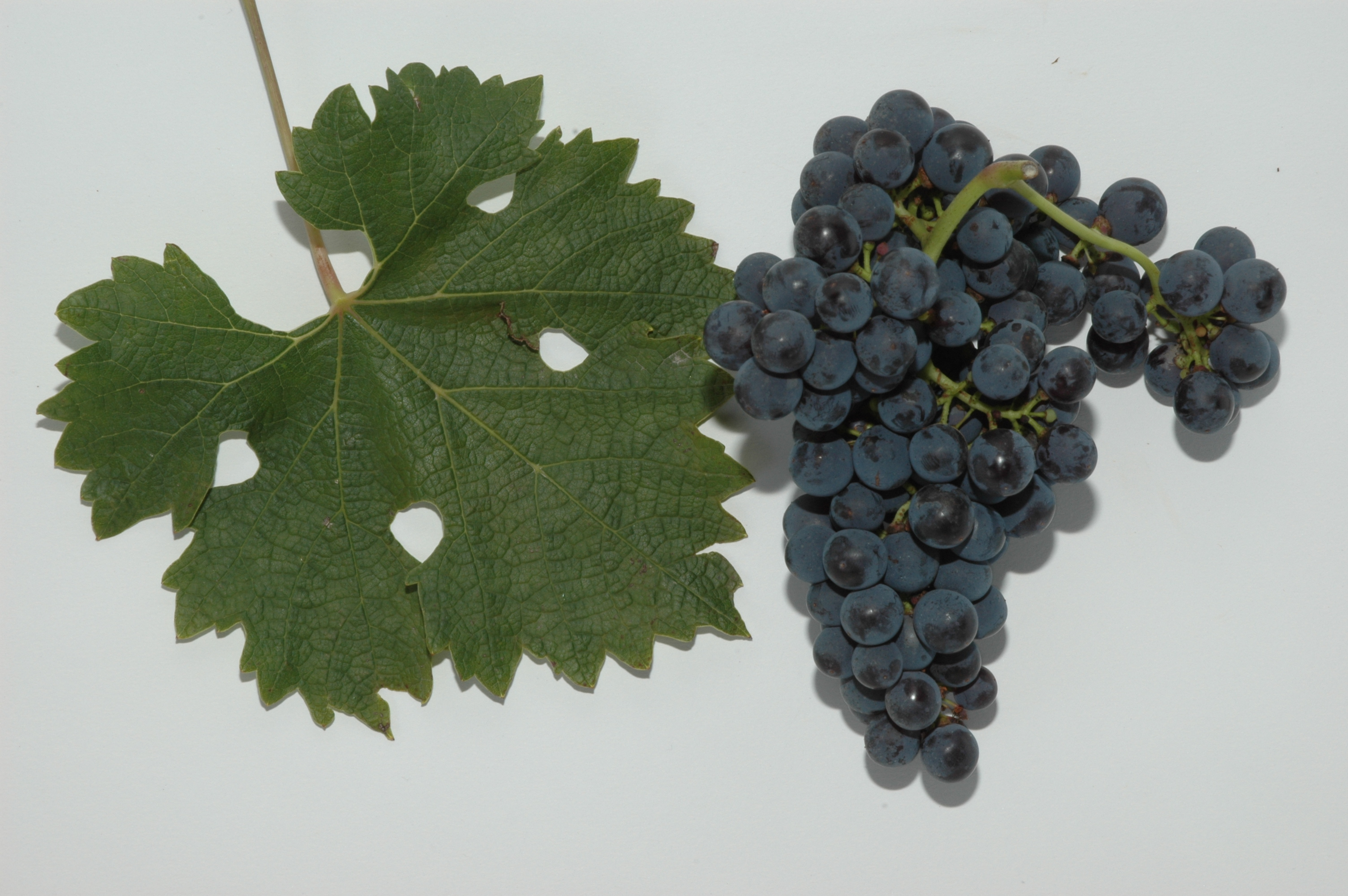
Cabernet Sauvignon Blatt und Traube.

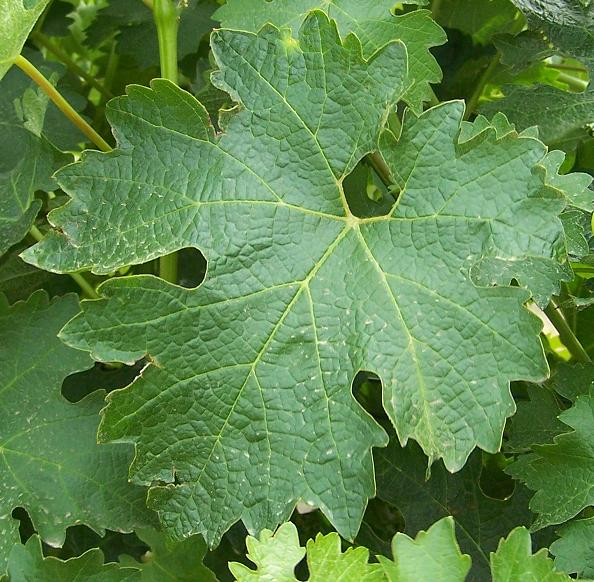
Cabernet Sauvignon-Blatt.

- Die Triebspitze ist offen. Sie ist starkwollig weißlich behaart und mit einem karminroten Anflug versehen.
- Die Jungblätter sind ebenfalls starkwollig behaart und die Blattoberfläche ist bereits leicht blasig. Der Blattrand der Jungblätter ist leicht rötlich eingefärbt (Anthocyanflecken).
- Die mittelgroßen dunkelgrünen Blätter sind fünflappig und tief gebuchtet. Die Stielbucht ist v-förmig geschlossen. Das Blatt ist nur schwach gezähnt. Die Blattoberfläche ist blasig derb. Im Herbst rötet das Laub nur leicht und hauptsächlich im Bereich der Blattspitzen. Im Bereich der Stielbucht, einem Teil des Spreitengrundes, laufen die Blattadern am äußersten Blattrand. Diese recht seltene Anordnung teilt sich der Cabernet-Sauvignon unter anderem mit dem Chardonnay.
- Die meist konus- bis walzenförmige Traube ist meist geschultert, mittelgroß und dichtbeerig bis kompakt. Die rundlichen Beeren sind klein und von bläulich-schwarzer Farbe. Die Schale der Beere ist stark und fest. Daher ist der Cabernet Sauvignon wenig anfällig für die Botrytis.

Reife: Die Trauben reifen Anfang bis Mitte Oktober, ca. 12–15 Tage später als die des Gutedels.
Erkennungsmerkmale des Cabernet Sauvignons sind der Traubengeruch von schwarzen Johannisbeeren (Cassis), der zum Teil durch einen Geruch von Zedernholz begleitet wird, und die tiefdunkle Farbe der Weine. Darüber hinaus weisen die Weine immer einen konzentrierten Fruchtgeschmack mit einem tragenden Gerüst von Tanninen und Säuren auf.

## Eigenschaften
Der Cabernet Sauvignon verfügt über einen aufrechten und kräftigen Wuchs. Sie treibt spät aus und entgeht daher meist den Frühjahrsfrösten. Die Rebsorte ist sehr anfällig für die Rebkrankheiten Echter Mehltau (auch Oidium genannt), Eutypiose, die Phomopsis (Schwarzfleckenkrankheit, Cryptosporella viticola Shear) und Phytoplasmabefall. Der Phytoplasmenbefall führt zu Vergilbungskrankheiten wie die Goldgelbe Vergilbung (franz.: Flavescence dorée) oder auch die Schwarzholzkrankheit. In südlichen Anbaugebieten wie Regionen im Languedoc kann es zu Trockenstress kommen, wobei die Symptome nicht schwerwiegender als beim Merlot sind. Weniger anfällig ist der Cabernet Sauvignon für den Falschen Mehltau der Weinrebe. Die Dicke der Beerenschale schützt vor Grauschimmelfäule; die Beeren können daher lange am Stock reifen.
Die Geiztriebbildung ist gering. Dadurch ist der Aufwand der Laubarbeit geringer als bei vergleichbaren Sorten.

## Wein
In seiner Jugend ist der Wein aus der Cabernet Sauvignon-Rebe fruchtig, rau und gerbstoffbetont mit kräftiger „Nase“. Ein guter Cabernet Sauvignon verwöhnt im Laufe seiner Reifung zunehmend mit feinen Röstaromen, Aromen von schwarzen Johannisbeeren, oft auch an Lakritze erinnernd, und grüner Paprika.
Der Cabernet verbringt häufig 15–18 Monate und seltener bis zu 30 Monate im neuen oder gebrauchten Eichenfass (oder Barrique) aus Frankreich, Slowenien oder Amerika. Diese Lagerung verleiht, wenn sorgfältig ausgeführt, dem Wein Röst- oder Vanillearomen und mildert die Strenge der Tannine. Durch diese Ausbauweise kann der Winzer insbesondere den Cabernet stark beeinflussen, die Tannine betonen oder ihm einen Eichengeschmack geben.
Diese Weine bestechen weniger durch die Art, vielmehr durch die Feinheit ihrer Aromen. Wenn die Traube voll ausreifen kann, ergibt sie vielschichtige gerbstoffreiche Weine (siehe hierzu auch den Artikel Phenole im Wein). Als spät reifende Sorte muss sie in warmen Ländern stehen, damit der Wein nicht grasig oder nach grüner Paprika schmeckt.
Die Sorte wird in ihrer Heimatregion Bordeaux nur relativ selten pur angeboten, da sie sich hervorragend zum Verschnitt mit anderen Rebsorten (dort mit Merlot und Cabernet Franc, gelegentlich auch Malbec und Petit Verdot; in Übersee auch mit Syrah) eignet und der Verschnitt, die Cuvée, oftmals noch ein wenig komplexer ist als die zur Herstellung verwendeten Einzelweine.

## Neuzüchtungen
Die Charakteristika der Rebsorte haben diverse Rebzüchter zu neuen Kreationen angeregt. Während man im kühlen Weinbauklima insbesondere die tiefe Farbe der Weine mit einer frühen Reife zu kombinieren versucht, liegt das Hauptaugenmerk im warmen Anbauklima auf finessenreichen Sorten mit entsprechender Hitzefestigkeit.
Die Sorten Baron, Cabernet Cortis und Cabernet Carbon wurden am Staatlichen Weinbauinstitut Freiburg durch Norbert Becker gekreuzt. Züchtungsziel war das Finden pilzwiderstandsfähiger Rebsorten mit hoher Farbkraft bei kühlem Klima. Die Sorte Cabernet Cantor gehört nicht in diese Familie von Rebsorten.
In den 1970er Jahren stellte die Staatliche Lehr- und Versuchsanstalt für Wein- und Obstbau Weinsberg in Weinsberg die Sorten Cabernet Cubin, Cabernet Dorsa, Cabernet Dorio und Cabernet Mitos vor. Hier stand eher die Winterhärte bei gleichzeitig guter Farbkraft im Vordergrund.
Carminoir ist eine rote Neuzüchtung der Agroscope RAC Changins Schweiz aus Blauburgunder mit Cabernet Sauvignon aus dem Jahr 1982.
Die Rebsorten Marselan und Ruby Cabernet gehören zu den Varianten, die auf der Suche nach finessereichen Weinen aus hitzebeständigen Sorten entstanden. Marselan entstand in Südfrankreich und Ruby Cabernet ist eine Kreuzung von Harold Olmo aus Kalifornien.

### Mutationen
Im Jahr 1977 fand man in einem Weinberg von Clegett Wines in Australien eine graue Variante (häufig auch als bronzefarbene Variante beschrieben). Diese neue Sorte wurde Malian benannt und erbringt blassfarbene Rotweine, die ab 1991 vermarktet wurden. Später fand man bei Clegett auch eine weiße Variante. Dieser weiße Cabernet Sauvignon (White Cabernet) wurde auf den Namen Shalistin getauft. Während Malian noch über Anthocyanine in der oberen Schicht der Beerenschale verfügt, sie aber in der unteren Schicht der Epidermis verloren hat, fehlen die Farbpigmente beim Shalisti’ völlig.

## Verbreitung

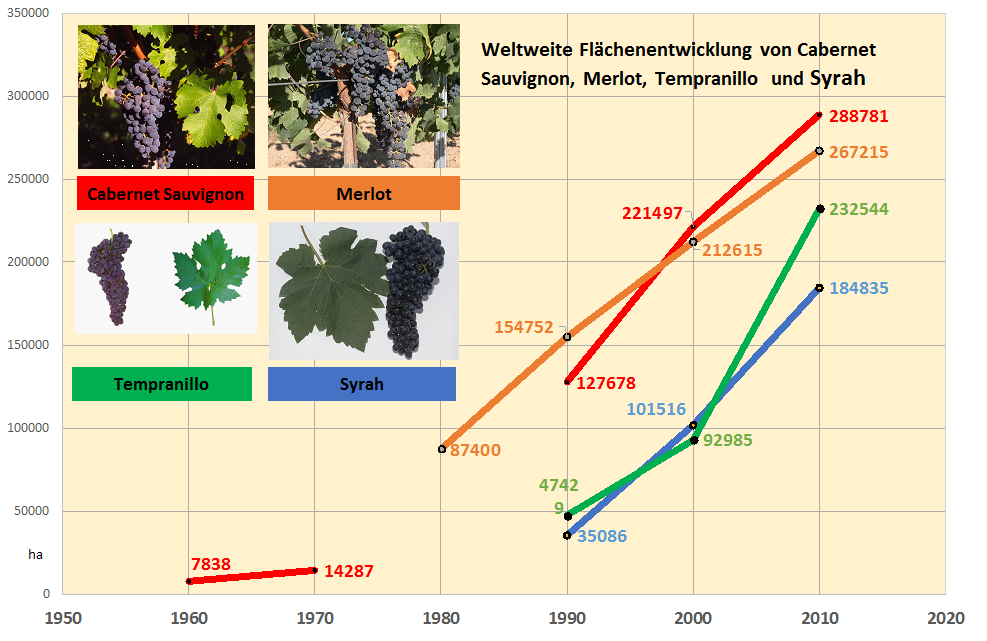
Weltweite Flächenentwicklung von Cabernet Sauvignon und Merlot

Nahezu jedes Land mit nennenswertem Weinbau hat Cabernet in seinen Weinbergen. Die besten sortenreinen Cabernets werden in Kalifornien und der Toskana hergestellt. In Kalifornien gilt der reinsortige Ausbau als die höchste Vollendungsstufe und liefert Weine auf Weltklasse-Niveau. Cuvées mit Cabernet werden dort oft als Bordeaux-Blends bezeichnet.
Weltweite Anbauflächen von Cabernet-Sauvignon (2016). Die 20 größten Anbauländer hatten zusammen 97,1 % aller Rebflächen.
| Land                | Rebfläche ha |
| ------------------- | ------------ |
| Gesamtfläche 2016   | 310.671      |
| Frankreich          | 46.555       |
| Chile               | 42.409       |
| Vereinigte Staaten  | 40.837       |
| Volksrepublik China | 40.300       |
| Australien          | 23.987       |
| Spanien             | 20.139       |
| Argentinien         | 15.356       |
| Italien             | 14.240       |
| Südafrika           | 10.589       |
| Bulgarien           | 10.589       |
| Russland            | 8.528        |
| Moldau              | 8.169        |
| Rumänien            | 5.359        |
| Ukraine             | 4.935        |
| Ungarn              | 2.677        |
| Portugal            | 2.346        |
| Serbien             | 2.111        |
| Griechenland        | 1.929        |
| Nordmazedonien      | 1.020        |
| Algerien            | 1.000        |

Zum Vergleich: Anbaufläche in Österreich: 567 ha, in Deutschland: 329 ha und in der Schweiz 66 ha.

### Frankreich
Erst Mitte der 1990er Jahre wurde der Cabernet Sauvignon vom ersten Rang der meistangebauten Qualitätssorten verdrängt und durch Merlot ersetzt. Außerdem sind die Massenträger Carignan und Grenache weiter verbreitet. Im Jahr 2016 betrug die bestockte Rebfläche mit Cabernet Sauvignon allein in Frankreich 57.913 ha. Mehr als die Hälfte davon entfiel auf das Département Gironde, also auf das Weinbaugebiet Bordeaux. Ein weiteres Drittel der Reben stand in der Region Languedoc-Roussillon. 2010 gab es in Frankreich 54.434 ha.

#### Bordeaux
Erst ab Ende des 18. Jahrhunderts trat die Sorte im Bordeaux verstärkt in Erscheinung, besondere Verdienste werden Armand d’Armailhacq und Baron Hector de Brane zugeschrieben. Heute dominiert sie vor allem in den großen Weinen des Médoc.
Der internationale Erfolg des Cabernet Sauvignon ist innig mit dem Weinbaugebiet Bordeaux verbunden, obwohl er dort nur äußerst selten sortenrein ausgebaut wurde. Seit spätestens Ende der 1960er Jahre versuchen Weinerzeuger weltweit die Verbindung der für einen Bordeaux typischen klaren und dennoch nicht zu schweren Struktur bei gleichzeitig hoher Komplexität nachzuempfinden. Im klassischen Verschnitt des Bordeaux werden die Weine des Cabernet Sauvignon mit den Rebsorten Merlot, Cabernet Franc und in geringem Umfang mit dem Petit Verdot vermählt. Die im Süden Frankreichs ebenfalls verbreitete Mischung von Cabernet mit Syrah war zwar schon früh in Bordeaux bekannt, konnte sich dort jedoch nicht durchsetzen.
Im Verschnitt eines typischen Bordeaux (und dort insbesondere die Weine der Médoc-Halbinsel sowie der Weine des Graves) stellt der Wein des Cabernet das Rückgrat dar. Er stellt die Struktur durch Säure und Tannine und ermöglicht der Cuvée ein langes Altern. Sortenreinen Weinen dieser Sorte im Bordeaux fehlt es hingegen an Fülle und Charme und sie wirken aufgrund ihrer Tannine streng. Der frühreifende Merlot bringt Frucht und Fülle mit. Die alte Sorte Cabernet Franc stellt weitere Komponenten der Frucht und ergänzt das Bouquet durch seine schöne Duftigkeit. In guten Jahren bringt die Rebsorte Petit Verdot trotz seines bescheidenen Anteils von meist unter 5 % innerhalb der Cuvée zusätzliche Würze ein. Bei den nur unweit von Bordeaux ausgebauten Weinen von Cahors übernimmt diese Außenseiterrolle meist die Rebsorte Malbec, indem sie dem Verschnitt Duftigkeit und Frucht verleiht.
Im Laufe der Zeit schälten sich in den Hochburgen des Cabernet Sauvignon einige typische Eigenschaften heraus, die offensichtlich vom Standort innerhalb der Halbinsel von Médoc abhängen. In den Appellationen Saint-Estèphe sowie Pessac-Léognan entwickelt die Rebsorte mineralische Aromen. In der Herkunftsbezeichnung Margaux entwickeln sich im Bouquet zeitweilig Aromen von Veilchen. Den Weinen von Pauillac werden häufig Attribute von Schwarzer Johannisbeere und starken Holzaromen zugeschrieben. Die subtileren Weine von Saint-Julien verfügen über Aromen von Zedernholz und einen Duft, der häufig mit dem einer hölzernen Zigarrenkiste verglichen wird. Die Rotweine aus Cabernet Sauvignon in der Appellation Moulis sind meist weniger tanninlastig, aber fruchtiger als die Weine der unmittelbaren Nachbarschaft.
Der Anteil des Cabernet Sauvignon an der Cuvée, also dem Verschnitt, variiert in Funktion des Standorts, des Ausbaus und aufgrund seiner Abhängigkeit der Vollreife bei Ernte auch vom Jahrgang. Über einen außergewöhnlich hohen Anteil von 75 % oder sogar mehr verfügen die erstklassigen Weine der Güter Château Latour und Château Mouton-Rothschild. Die hohen Preise dieser Weine ermöglichen den Einsatz von jährlich erneuerten barriques und niedrigen Erträgen. Es ist wahrscheinlich auch kein Zufall, dass vom Gebiet dieser beiden Weingüter der Klasse eines Premier Cru (→ siehe die Bordeaux-Klassifizierung des Jahres 1855) die Rebsorte ihren Siegeszug im Bordelais antrat.

#### Andere Weinbaugebiete Frankreichs
In Aquitanien findet man die Sorte neben dem oben genannten Département Gironde auch in den unweit gelegenen Départements Dordogne und Lot-et-Garonne. In der Dordogne findet die Sorte Eingang in die Rot- und Roséweine von Bergerac, Pécharmant und Montravel. Im Département Lot-et-Garonne gilt dies für die Herkunftsbezeichnungen Côtes de Duras, Buzet und Côtes du Marmandais.
Das am Fluss Tarn gelegene Weinbaugebiet Cahors setzt hauptsächlich auf die Rebsorten Duras, Jurançon Noir, Fer Servadou und Syrah, aber dem Cabernet Sauvignon kommt seit Anfang der 1980er Jahre eine stetig wachsende Bedeutung zu. In der Appellation Côtes du Frontonnais ist er einer der komplementären Sorten neben der Leitsorte Négrette.
In der Provence wurde der Cabernet Sauvignon insbesondere durch den Arzt Jules Guyot bekannt gemacht. Im Département Bouches-du-Rhône sind ca. 1.200 ha mit dieser Sorte bestockt, im Département Var fast 1.950 ha. Er kann Bestandteil der Appellationen Les Baux-de-Provence, Coteaux d’Aix-en-Provence und Côtes de Provence sein.
Im Languedoc-Roussillon (→ Languedoc (Weinbaugebiet)) werden seit Mitte der 1980er Jahre immense Bestände der Massenträger Carignan und Aramon gerodet und zum Teil durch Qualitätsrebsorten wie Merlot, Syrah und auch Cabernet Sauvignon ersetzt. Da zumeist die Anbaubedingungen der Herkunftsbezeichnungen diese Sorte nicht vorsahen, wird ein Großteil der Weine in Form von Vin de Pays, also eines Landweins, vermarktet. Bekannt ist der Vin de Pays d'Oc, der hauptsächlich geschaffen wurde, sortenreine Weine zu vermarkten. Das international bekannte Weingut Mas de Daumas-Gassac zeigt seit mehr als 25 Jahren das Potential edler Rebsorten in dieser Region. Dass sich die Rebsorte Cabernet Sauvignon im Languedoc-Roussillon bislang nicht gegen den Merlot oder die Syrah durchsetzen konnte, liegt auch an seinen schwachen Erträgen sowie an der Notwendigkeit einer Bewässerung zur Erzielung ausreichend hoher Ernten. Dies lässt sich nur schwer mit den niedrigen Preisen von Landweinen der Region vereinbaren. Nur hochpreisige Weine können den Luxus niedrigster Erträge bei hoher Qualität finanzieren. Innerhalb der Appellationen der Region findet man den Cabernet Sauvignon in den Weinen von Cabardès, Malepère (früher Côtes de la Malepère genannt) und Limoux.

### Italien
Zwischen 1792 und 1815 war Savoyen (→ Savoie (Weinbaugebiet)) erstmals Teil Frankreichs. In dieser kurzen Zeit konnten jedoch Kontakte zu anerkannten Fachleuten des Weinbaus in Frankreich gelegt werden. Vermutlich kam die Sorte Cabernet Sauvignon in dieser Zeit erstmals nach Savoyen und damit später in das mit Savoyen eng verbundene Piemont. Angeblich importierte Herzog Manfredo di Sambuy im Jahr 1820 erstmals diese Rebe zeitgleich mit dem Cabernet Franc und vielen anderen französischen Sorten.
In Oberitalien konnte sich die Rebsorte jedoch kaum durchsetzen und wurde daher folgerichtig bei der Definition der Herkunftsbezeichnungen gemäß der DOC-Weine berücksichtigt. Erst mit der Erzeugung der sogenannten Supertoskaner wurde in Italien das Interesse an dieser Rebsorte geweckt. Die Klasse dieser neuen Weine entstand, weil die Herkunftsbezeichnung nach der Ansicht führender Erzeuger der Toskana viel zu restriktiv war und kaum Raum für Innovation ließ. Daher wurden die neuen Weine mit anderen Rebsorten als den vorgeschriebenen von den Erzeugern in den Rang eines Tafel- oder Landweins deklassiert. Das Weinhaus Antinori brachte im Jahr 1971 seinen ersten Tignanello heraus. Ab 1975 wurden dann auch französischen Rebsorten wie Cabernet Sauvignon und Cabernet Franc in die Cuvée (80 % Sangiovese, 15 % Cabernet Sauvignon und 5 % Cabernet Franc) integriert. Der Tignanello war sicher der Startschuss für die Modernisierung des italienischen Weinbaus gerade in der Toskana und hat zahlreiche Nachahmer gefunden. Noch heute stemmt sich Antinori mit dem Tignanello (und anderen Top-Weinen) gegen das Reglement des „Consorzio Vino Chianti Classico“ und vermarktet diesen Wein als IGT, also gerade außerhalb der Klassifizierung des Chianti Classico DOCG.
Berühmt sind auch die „Sassicaia“-Weine des Weinguts „Tenuta San Guido“ in der Toskana. Der Sassicaia von 1985 erzielt im Handel nicht selten einen vierstelligen Preis. Da auch diese Weine den italienischen Weinvorschriften zufolge als Cabernet-Weine nicht dem Rebsortenspiegel für Qualitätsweine entsprechen, firmieren sie in der Regel als Vino da Tavola (Tafelwein). Die Unsinnigkeit dieser Einstufung ist inzwischen erkannt, und zahlreiche toskanische Anbaugebiete erlauben den reinsortigen Cabernet- oder auch Merlot-Ausbau. So ist für den Sassicaia eine eigene DOC „Bolgheri“ gegründet worden.

### Deutschland
In Deutschland wurde Cabernet Sauvignon erstmals 1984 im Weingut Heinrich Vollmer in Ellerstadt/Pfalz angebaut. Die Anpflanzung erfolgte zu frühzeitig in Erwartung einer in Aussicht gestellten Zulassung, was sich für den Winzer als folgenschwer herausstellen sollte. Vollmer wurde im Herbst 1986 angezeigt und im April 1987 vor Gericht gestellt. In erster Instanz verurteilte man den Winzer zu 72 Tagessätzen (alternativ: Haftstrafe) und zur Entfernung sämtlicher Cabernet Sauvignon-Reben. In zweiter Instanz kam er frei und musste lediglich eine Geldstrafe in Höhe von 1 DM pro angebauter Rebe zahlen. Im Eilverfahren wurde das Gesetz im Anschluss an die Gerichtsverhandlung geändert und der Anbau von Cabernet Sauvignon in Deutschland erlaubt. Heinrich Vollmer pflanzte erneut Cabernet Sauvignon-Reben an, dieses Mal jedoch mit Setzlingen der Forschungsanstalt Geisenheim. Auf dem Grundstück des Weinguts Vollmer entstand 1987 in der Folge die erste Deutsche Versuchsanlage für Cabernet Sauvignon, welche über zwölf Jahre hinweg von der Forschungsanstalt hinsichtlich Krankheitsanfälligkeit, Blütenstand und Mostgewicht kontrolliert wurde. 2012 feiert das Weingut als erstes in Deutschland 25 Jahre Cabernet Sauvignon.
2019 gab es in Deutschland 424 ha mit Cabernet Sauvignon bepflanzte Rebflächen. Im Jahr 1999 fand die Sorte noch keinen Eingang in die Statistiken.
Die Rebflächen in Deutschland verteilten sich 2019 wie folgt auf die einzelnen Anbaugebiete:
| Weinbaugebiet          | Fläche ha |
| ---------------------- | --------- |
| Ahr                    | 001,0     |
| Baden                  | 029,0     |
| Franken                | 004,0     |
| Hessische Bergstraße   | 002,0     |
| Mosel                  | 005,0     |
| Nahe                   | 014,0     |
| Pfalz                  | 219,0     |
| Rheingau               | 005,0     |
| Rheinhessen            | 0119,0    |
| Württemberg            | 0026,0    |
| Summe Deutschland 2019 | 424,0     |

### Schweiz
In der Schweiz wird Cabernet Sauvignon überwiegend im Kanton Wallis und im Tessin angebaut. Die Rebfläche beträgt 63 ha (Stand 2010, Quelle: Office fédéral de l’agriculture OFAG).

### Österreich
In Österreich wird Cabernet Sauvignon im Burgenland und Niederösterreich angebaut. Die Rebfläche beträgt 566 ha (Stand 2015).

### Vereinigte Staaten von Amerika

#### Kalifornien
Im Jahr 2010 lag die bestockte Rebfläche mit der Sorte Cabernet Sauvignon in den gesamten USA bei 34.788 ha, davon der größte Anteil in Kalifornien.
Innerhalb von nur 40 Jahren (Stand 2010) konnte sich der kalifornische Wein dieser Sorte einen festen Platz innerhalb der führenden Anbieter erobern. Ermutigende Resultate zu Beginn der 1970er Jahre und spätestens das hervorragende Abschneiden der Weine im Rahmen der Weinjury von Paris im Jahr 1976 sorgten für einen raschen Aufstieg in die Weltelite. Damals setzte sich ein Wein aus dem Jahr 1973 des Guts Stag's Leap Wine Cellars vom Weinbaugebiet Stags Leap District AVA gegen die klassifizierten französischen Güter Château Mouton-Rothschild, Château Montrose, Château Haut-Brion und Château Léoville-las-Cases durch.
Einen Rückschlag erlitt der kalifornische Weinbau zu Anfang der 1980er Jahre, als aufgrund der übereilt freigegebenen Unterlagsrebe AxR1 eine Reblausepidemie weite Flächen schädigte. Von den Neuanpflanzungen in der Folge profitierte auch der Cabernet Sauvignon, dessen Rebfläche sich zwischen 1988 und 1998 nahezu verdoppelte. Die Weinbauregionen Napa Valley AVA sowie Sonoma Valley AVA entwickelten sich zu wahren Hochburgen dieser Sorte innerhalb Kaliforniens. In den Weinen des Sonoma Valley entdecken Kenner feine Aromen von Anis und schwarzer Olive, während in den Weinen des Napa Valley fruchtige Noten mit einer deutlichen Tendenz zu Schwarzer Johannisbeere überwiegen.
Einen wichtigen Einfluss auf den Weinbau in Kalifornien hat der Pazifische Ozean.

### Australien
In Australien ist der Cabernet Sauvignon nach der Syrah die zweitwichtigste rote Rebsorte mit insgesamt 25.967 ha bestockter Rebfläche (Stand 2010).

### Neuseeland
Im Jahr 2010 lag die bestockte Rebfläche in Neuseeland bei 517 ha.

### Südafrika
Die Anbaufläche in Südafrika betrug im Jahr 2010 12.325 ha.

### Südamerika
In Argentinien stehen immerhin 16.372 ha in Ertrag. Wichtigstes Anbauland Südamerikas ist hingegen Chile (Weinbau in Chile) mit einer bestockten Rebfläche von 22.612 ha, Stand 2010.

## Synonyme
61: Bidure, Bordeaux, Bordo, Bouche, Bouchet, Bouchet Sauvignon, Bourdeos Tinto, Bouschet Sauvignon, Breton, Burdeos Tinto, Cabarnet Sauvignon, Caberne, Caberne Sovinion, Cabernet Petit, Cabernet Piccolo, Cabernet Sauvignon Black, Cabernet Sauvignon Blauer, Cabernet Sauvignon Cl. R5, Cabernet Sauvignon Crni, Cabernet Sauvignon Nero, Cabernet Sauvignon Noir, Cabernet Sauvignon Petit, Carbonet, Carbouet, Carmenet, Castet, Dzanati, Enfin, Epicier Noir, Franzosenrebe, Kaberne Sovinjon, Kaberne Sovinon, Kaberne Sovinyon, Kabernet Suvinjon, Lafet, Lafit, Lafite, Marchoupet, Melkii Chernyi, Menut, Navarre, Petit Bouchet, Petit Bouschet, Petit Cabernet, Petit Cavernet Sauvignon, Petit Vidure, Petit-Bouchet, Petite Parde, Petite Vidure, Sauvignon, Sauvignon Rouge, Sauvignonne, Vaucluse, Veron, Vidure, Vidure Petite, Vidure Sauvignon, Vidure Sauvignone, Vidure Sauvignonne, Vigne Dure, Vindure Sauvignone